# Gordon Kong Chuol
Gordon Kong Chuol (* 20. Jahrhundert in Tergol, Illubabor, Kaiserreich Abessinien; † 6. Januar 2022 in Khartum) war ein Militzkommandant im Südsudan. Er kämpfte für die Sudan People’s Liberation Army (SPLA) und später, während des Zweiten Bürgerkrieges im Sudan (1983–2005), für die Truppen von Riek Machar.

## Leben

### Unabhängigkeitskämpfer
Gordon Kong Chuol gehörte zur Sektion der Jikany Nuer der Nuer und stammte aus dem Ulang County (Upper Nile). Chuol wurde in Äthiopien in dem Dorf Tergol geboren. Er schloss sich in den späten 1970ern der Rebellengruppe der Anya-Nya an und wurde Milizführer der Thoorjikany Forces und 1988 Major-General in der Anyanya II.
Als Anführer der separatistischen Anyanya II kämpfte er von 1983 bis 1988 gegen die SPLA.
1988 führte er die Versöhnung der meisten Mitglieder der Anyanya II mit der SPLA an.
Daraufhin wurde er Kommandant und Mitglied der Political-Military High Command der SPLM/SPLA.
Im August 1991 verkündeten Riek Machar, Lam Akol und Chuol in der Nasir Declaration, dass John Garang aus der SPLM ausgeschlossen worden sei.
Die abtrünnige Fraktion, mit dem Hauptsitz zunächst in Nasir (bis 1995) und später in Waat und Ayod, wurde als SPLA-Nasir bezeichnet (1991–1993).
Anfang 1994 wurde Chuol in einen Streit zwischen Lou Nuer aus Waat und Jikany Nuer aus Nasir verwickelt, der sich um Fischerei-Rechte im Fluss Sobat drehte.
Als Kommandant von Waat und Nasir wurde Chuol von Riek Machar beauftragt Nasir zu verteidigen. Chuol hingegen verließ Nasir und führte eine Attack gegen Zivilisten der Lou.
Die Lou riefen daraufhin Kong Banypiny zu Hilfe und er führte eine Truppe aus Männern der Lou nach Nasir, welche sie niederbrannten. Riek Machar setzte die Kommandanten fest, die in diesen Kämpfen zwischen SSIA-Einheiten verwickelt waren und ließ ihnen den Prozess machen. Einige von ihnen wurden zu Haftstrafen und einige sogar zu Todesstrafen verurteilt. Später wurden sie jedoch begnadigt.

### Milizführer für die Regierung des Sudan
Gordon Kong Chuaol unterzeichnete das Khartoum peace agreement mit der Regierung 1997 und erhielt einen Posten als Kommandant der South Sudan Defence Forces (SSDF) unter Riek Machar.
Chuol erhielt jedoch separat Mittel von den Sudan Armed Forces (SAF). 1999 desertierte er aus Machars Kommando und wurde ein direkter Lohnnehmer der Regierung des Sudan.
Seine Einheiten waren Berichten zufolge 1998 daran beteiligt, Machars SSDF-Truppen aus Ler zu vertreiben.
Am 27. April 2001 wurde das Provisional Military Council (Provisorischer Militärrat) der SSDF angekündigt, worin Major General Paulino Matip Nhial als Kommandant und Gordon Kong Chuol als Stellvertretender Kommandant, sowie Kommandant für Einsätze, fungierten.
Der Bürgerkrieg endete im Januar 2005 und die Juba Declaration vom 8. Januar 2006 bildete die Basis zur Vereinigung rivalisierender Milizen im Südsudan.
Chuol widersetzte sich der Vereinigung. Seine Kerntruppe, die „Nasir Peace Force“ war im Dorf Ketbek nördlich von Nasir stationiert. 75 bis 80 Kämpfer waren im August 2006 immer einsatzbereit und ca. 300 Reservisten lebten in der Umgebung.
Die Stellung an der Grenze zum Sudan im Norden und nahe an dem bewirtschafteten Adar Yale Oilfield war sehr gefährlich.
Paulino Matiep akzeptierte die Vereinbarungen, aber Chuol erklärte sich selbst zum neuen Commander-in-Chief der SSDF und verkündete, dass seine Einheiten noch immer die Regierung des Sudan unterstützten. Zeitungsberichte spekulierten, dass Chuol wohl auf potentielle Gewinne aus der Kontrolle des Öl-reichen Gebietes von Bentiu spekulierte, während Matiep politische Posten in der Regierung des Südsudan anstrebte.